# André Baillet
Pour les articles homonymes, voir Baillet.
Pour les autres membres de la famille, voir Famille Baillet.
André Baillet, est un noble français, mort à Paris en 1579.

## Biographie
Descendants d'une veille famille parisienne qui est citée déjà en 1347, dans des annales et diverses pièces du Parlement, il est le fils aîné de René Baillet et d'Isabeau Guillard. René Baillet est un chevalier, avocat au Parlement de Paris et conseiller, commissaire député par la Cour pour tenir les Grands Jours à Poitiers. Il est aussi maître des requêtes et 1er président du Parlement de Bretagne, gentilhomme ordinaire de la Chambre du roi, bailli du Palais à Paris. Sa femme est la fille d'un maître des requêtes
À la mort de son père il devient seigneur de Sceaux et de Silly, puis meurt la même année que lui en 1579. De son mariage avec Catherine L(h)uillier, il n'aura pas de postérité et ses biens iront à ses trois sœurs : Renée, mariée avec Jean de Thou, Isabeau, épouse de Nicolas III Potier, et Charlotte, mariée avec Louis Potier, les deux sœurs ayant épousées les deux frères.

## Armoiries
« D'azur, à une bande d'argent, accompagnée de deux griffons d'or » (ou deux dragons ailés d'or)